# Emmentaler

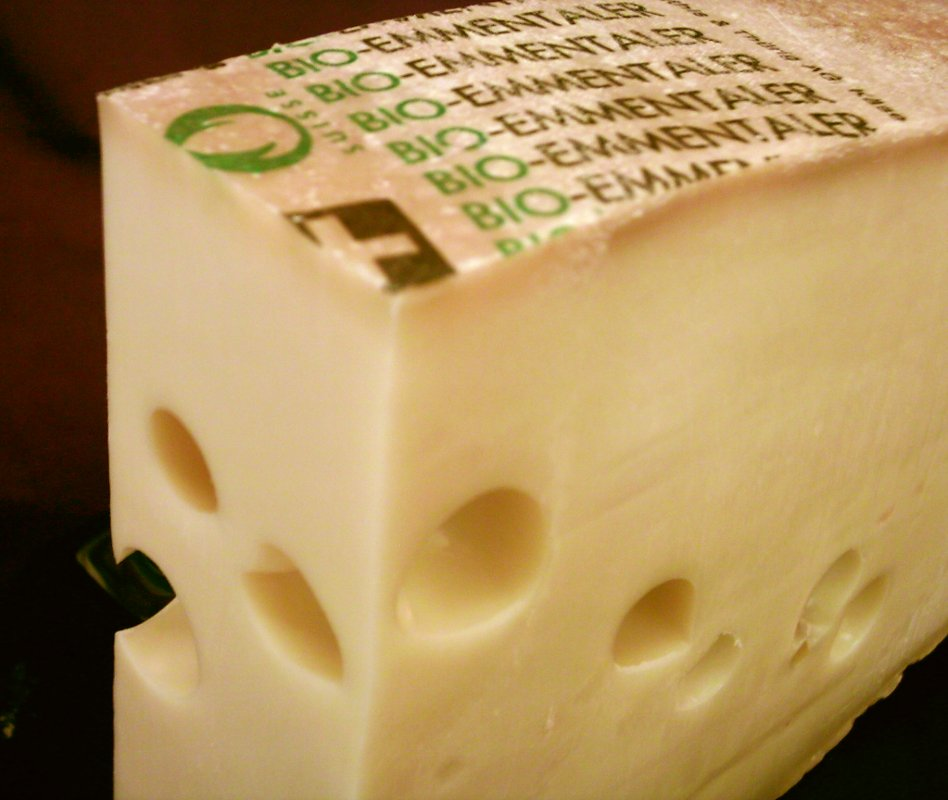
Emmentaler

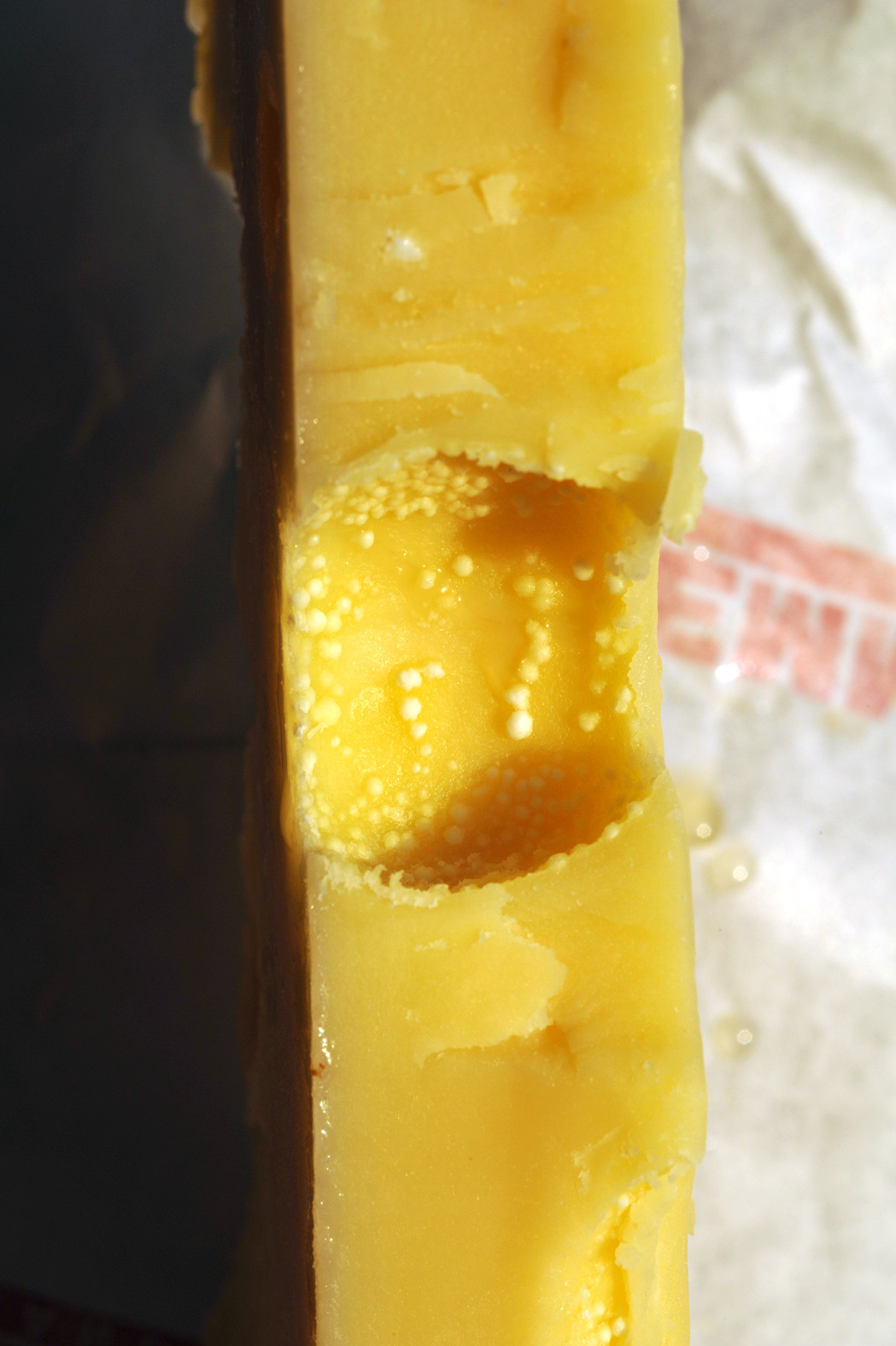
Emmentaler som lagrats 30 månader, med typiska saltkristaller

Emmentaler, den klassiska schweizerosten, är en rundpipig hårdost med valnötsstora hål. Ostarna väger mellan 75 och 120 kg.
Till skillnad från många andra ostnamn är Emmentaler inte namnskyddat så det finns Emmentaler från andra områden än Emmental i kantonen Bern i Schweiz. Tillverkningsättet i andra länder kan avvika från det som föreskrivs i Schweiz.

## Emmentaler i Schweiz

### Tillverkning
Emmentaler ystas i ett område som ungefär utgör den tysktalande delen av schweiziska mittlandet. Man använder opastöriserad mjölk från kor som utfodras med gräs, hö och vissa tilläggsfoder. Ensilage liksom GMO är förbjudna.
I ysteriet, som ligger högst 3 mil från mjölkproducenten, tillfogas kultur av mjölksyre- och propansyre-bakterier. Mjölken värms till 31°C och löpe tillsätts. Efter brytningen upphettas blandningen till 53°C under minst 30 minuter. Den varma ostmassan tas upp i duk, pressas och efterbehandlas upp till tre dagar i saltlag.
Osten får jäsa cirka två månader i en jäskällare vid 19–24 °C och lagras sedan i en kallare källare. Osten vänds regelbundet och tvättas i saltlag. Denna mogning kan ske i regionala lager. Även lagring i bergrum förekommer. Den totala mogningstiden är mellan 4 och 30 månader.

Konsistens, struktur, mått och arom kontrolleras. Tjockleken skall vara mellan 16 och 27 cm. De karakteristiska hålen har en diameter mellan 2 och 4 cm. Färgen varierar från elfenben till ljusgul beroende på årstiden. Fetthalten i den färdiga osten är minst 27,5%. Osten märks med de skyddade beteckningarna Emmentaler Switzerland eller Emmentaler AOC.

### Användning
I vardagslag äts Emmentaler med bröd och ibland med kokt potatis. Inom matlagningen används den gärna i korv-ost sallad, cordon-bleu (Schweizerschnitzel) och fondue. När något skall firas på arbetsplatsen ställs ofta en aperò fram: ett glas vitt vin med tilltugg, vanligtvis ostkuber, torkat kött och nötter.

## Historia
- På 1700-talet tillverkades ost på fäbodar (alp) i bergen. Regionen Emmental, med förhållandevis milt klimat och goda kommunikationer, var en ledande export-producent.
- Under första hälften av 1800-talet steg mjölkproduktionen och man anlade ysterier i dalen. Osten började likna dagens produkt eftersom handeln föredrog en jämn kvalitet och enhetligt utseende. Stora ostar var ekonomiska eftersom tull ofta togs ut per styck. Redan under denna tid spred sig produktionsmetoderna från Emmental till andra delar av Schweiz, Österrike och Allgäu.
- Under efterkrigstiden subventionerades schweizisk produktion och export. 1985 nådde Schweiz rekordproduktionen 58 000 ton. På senare år har subventionerna minskat.
- 2007 producerade 193 schweiziska ysterier 31 000 ton Emmentaler.[3]